# Veulettes-sur-Mer
Veulettes-sur-Mer là một xã thuộc tỉnh Seine-Maritime trong vùng Normandie miền bắc nước Pháp.

### Huy hiệu
| Arms of Veulettes-sur-Mer | The arms of Veulettes-sur-Mer are blazoned: Azure, in fess 2 roses Or and in pale a crescent and a heart with a cross on top argent (those 4 charges in a lozenge formation), and in chief a label argent. |

## Dân số
| Năm | 1962 | 1968 | 1975 | 1982 | 1990 | 1999 | 2006 |
| --- | ---- | ---- | ---- | ---- | ---- | ---- | ---- |
| Dân số | 439  | 363  | 342  | 369  | 299  | 296  | 336  |
| From the year 1962 on: No double counting—residents of multiple communes (e.g. students and military personnel) are counted only once. |      |      |      |      |      |      |      |